# Zhang Juanjuan
Zhang Juanjuan (张娟娟S, Zhāng JuānjuānP; Qingdao, 2 gennaio 1981) è un'arciera cinese, la prima a vincere l'oro olimpico per la Cina nel tiro con l'arco.
Ha vinto tre medaglie olimpiche nel tiro con l'arco. In particolare ha conquistato l'oro alle Olimpiadi di Pechino 2008 nella gara individuale femminile, la medaglia d'argento nella stessa edizione dei giochi nel torneo a squadre femminile e precedentemente una medaglia d'argento alle Olimpiadi di Atene 2004 nella gara a squadre.
Nel 2006 ha ottenuto una medaglia d'argento ai giochi asiatici tenutisi a Doha nel torneo a squadre.

## Biografia
Nata in una famiglia di contadini della provincia di Shandong, nel nord della Cina, inizia a praticare dapprima il lancio del disco, il lancio del giavellotto e il tiro. All'età di 14 anni si avvicina al tiro con l'arco grazie ad uno dei allenatori e il talento che dimostra la porta a vincere a 15 anni otto medaglie d'oro ai giochi provinciali del 1996.
Nel 2001 viene selezionata per la nazionale femminile cinese, squadra con la quale vince il suo primo campionato del mondo ai Mondiali di Tiro con l'arco di Pechino.
Un anno dopo i giochi olimpici di Atene si sposa e nel 2010 ha un figlio. In seguito diventa vice direttrice di un centro sportivo nella città natale nella Cina orientale, dove gestisce il programma di tiro con l'arco Shandong. Il centro ha anche programmi di pentathlon moderno, scherma e windsurf.

## Olimpiadi estive 2004
Zhang ha rappresentato la Cina alle Olimpiadi estive del 2004, posizionandosi 5º nella classifica individuale femminile con un punteggio di 663. Nel primo turno di eliminazione, ha affrontato la francese Aurore Trayan, 60ª nel ranking di qualificazione, che ha sconfitto per 135 a 122. Al secondo turno ha affrontato la 28ª nella classifica, l'arciere polacca Iwona Marcinkiewicz contro la quale ha vinto per 166 contro 157, avanzando negli ottavi. Ha perso poi contro la 21ª nel ranking ed futura medaglia di bronzo Recurve women, Alison Williamson di Gran Bretagna con un punteggio di 165-161, finendo 10º nella tiro con l'arco individuale femminile.

## Olimpiadi estive 2008
Alle Olimpiadi estive del 2008 a Pechino, Zhang ha finito la classifica individuale con un totale di 660 punti. Al primo turno ha superato l'ucraina Tetyana Berezhna con 109-97, al secondo la cinese di Taipei Yuan Shu Chi con un punteggio di 110 contro 105 dell'avversaria. Negli ottavi ha sconfitto per 110 a 98 la russa Natalia Erdyniyeva, nei quarti, con 106 a 101 la coreana Joo Hyun-Jung e si e aggiudicata la semifinale contro un'altra sudcoreana Yun Ok-Hee con 115 a 109, realizzando un nuovo record mondiale. Il 14 agosto vince la medaglia d'oro olimpica battendo per 110 a 109 la leggendaria Park Sung-Hyun (l'unica donna ad aver mai segnato più di 1400 punti sul turno da 1440, record mondiale di qualificazione di 70 metri con 682 punti e doppio oro alle Olimpiadi di Atene.), diventando la prima cinese a vincere una medaglia d'oro olimpica nel tiro con l'arco e la prima non coreana a vincere una medaglia in questa competizione dal 1984.
Insieme a Chen Ling e Guo Dan, partecipa anche alla gara a squadre femminile. Il suo punteggio di 660 aggiunto ai 645 di Chen e ai 636 punti di Guo portano la squadra cinese in terza posizione. Questo da loro l'accesso diretto ai quarti di finale, dove sconfiggono la squadra indiana per 211 a 206. Nella semifinale contro la Gran Bretagna, segnando 208 punti contro i 202 delle britanniche, si assicurano il posto in finale dove affrontano la Corea del Sud, che vince l'oro con 224 punti, contro i 215 punti della Cina che vince la medaglia d'argento.

## 2015 sfida "Mission Impossible"
Zhang, in quanto una dei sette migliori arcieri provenienti da tutto il mondo, è stata invitata a Nanchino ad apparire nel popolare programma televisivo cinese Mission Impossible. Lo spettacolo andato in onda il 22 febbraio 2015 su Jiangsu Broadcasting Corporation è stato visto da 250 milioni di spettatori cinesi. Un altro finalista era l'arciere austriaco Peter O. Stecher. La sfida consisteva nel scagliare frecce contro degli anelli che colpiti cadevano a terra. Alla fine, Zhang è arrivata ad un pareggio con Stecher, ognuno di loro colpendo sette anelli su quindici colpi.

## Palmarès
nota: R = disciplina recurve (bersaglio esterno fisso 70 m)
| Anno | Manifestazione                | Sede                  | Evento      | Disciplina | Risultato | Prestazione | Note |
| ---- | ----------------------------- | --------------------- | ----------- | ---------- | --------- | ----------- | ---- |
| 2001 | Campionato mondiale           | Pechino               | individuale | R          | Oro       |             |      |
| 2001 | XII Campionati Asiatici       | Hong Kong             | individuale | R          | Oro       |             |      |
| 2003 | XIV Campionati Asiatici       | Nuova Delhi           | a squadre   | R          | Oro       |             |      |
| 2004 | Giochi della XXVIII Olimpiade | Atene                 | a squadre   | R          | Argento   |             | Team |
| 2006 | Coppa del Mondo               | Mérida                | individuale | R          | Oro       |             |      |
| 2006 | Coppa del Mondo Meteksan      | stagione 2            | a squadre   | R          | Argento   |             |      |
| 2006 | Coppa del Mondo Meteksan      | stagione 3 Coparco GP | a squadre   | R          | Bronzo    |             |      |
| 2006 | Coppa del Mondo Meteksan      | stagione 3 Coparco GP | individuale | R          | Bronzo    |             |      |
| 2006 | Coppa del Mondo Meteksan      | stagione 4 Emau       | a squadre   | R          | Argento   |             |      |
| 2006 | XV Giochi asiatici            | Doha                  | individuale | R          | Argento   |             |      |
| 2007 | Coppa del Mondo               | stagione 2 Varese     | a squadre   | R          | Oro       |             |      |
| 2007 | Coppa del Mondo               | stagione 3 Adalia     | a squadre   | R          | Bronzo    |             |      |
| 2007 | Coppa del Mondo               | stagione 4 Dover      | individuale | R          | Argento   |             |      |
| 2008 | Giochi della XXIX Olimpiade   | Pechino               | individuale | R          | Oro       |             | Team |
| 2008 | Giochi della XXIX Olimpiade   | Pechino               | a squadre   | R          | Argento   |             | Team |
| 2008 | Coppa del Mondo               | stagione 2 Parenzo    | a squadre   | R          | Oro       |             |      |
| 2008 | Coppa del Mondo               | stagione 3 Adalia     | a squadre   | R          | Bronzo    |             |      |
| 2008 | Coppa del Mondo               | stagione 4 Boé        | individuale | R          | Bronzo    |             |      |